# Podosilis circumcincta
Podosilis circumcincta es una especie de coleóptero de la familia Cantharidae.

## Distribución geográfica
Habita en Yunnan (China).